# Liste der Biografien/Zk
Liste der Biografien |
Portal Biografien |
Personensuche
# |
A |
B |
C |
D |
E |
F |
G |
H |
I |
J |
K |
L |
M |
N |
O |
P |
Q |
R |
S |
T |
U |
V |
W |
X |
Y |
Z |
?
 
Za |
Zb |
Zc |
Zd |
Ze |
Zf |
Zg |
Zh |
Zi |
Zj |
Zk |
Zl |
Zm |
Zn |
Zo |
Zr |
Zs |
Zu |
Zv |
Zw |
Zy |
Zz
Die Liste der Biografien führt alle Personen auf, die in der deutschsprachigen Wikipedia einen Artikel haben. Dieses ist eine Teilliste mit 4 Einträgen von Personen, deren Namen mit den Buchstaben „Zk“ beginnt.

## Zk

### Zki
- Zkitischwili, Lewan (* 1976), georgischer Fußballspieler
- Zkitischwili, Maja (* 1974), georgische Politikerin
- Zkitischwili, Nikolos (* 1983), georgischer Basketballspieler

### Zkr
- Zkr (* 1996), französischer Rapper